# Kostel svatého Prokopa (Černěves)
Římskokatolický filiální, hřbitovní kostel svatého Prokopa v Černěvsi je původně románská sakrální stavba v jižní části obce, která je obklopená ohrazeným hřbitovem na nízkém pahorku nad břehem Labe. Od roku 1964 je kostel chráněn jako kulturní památka.

## Historie
Původně románský kostel (dochována loď) patrně z konce 12. století. Černěves byl připomínán v roce 1273 jako majetek doksanského kláštera. Kostel byl několikrát přestavován. V následujícím století připojen raně gotický presbytář a sakristie, věž pozdější. Současný vnější vzhled z první poloviny 19. století (včetně horní části věže). Jeho slohové zařazení vzhledem k přestavbám není jednoznačné. Uvádí se jako empírový, či stylově na pomezí mezi klasicismem a novorenesancí. Po roce 1945 byl v důsledku vysídlení německy mluvícího obyvatelstva kostel opuštěn a začal chátrat. Ve druhé dekádě 21. století je kostel opravený.

## Architektura
Jedná se o jednolodní stavbu s obdélnou, původně románskou, lodí. Kostel má čtyřboký presbytář s hranou v závěru. V rozích presbytáře jsou opěrné pilíře. Na severu je raně gotická sakristie ze 13. století. V ose západní průčelí se nachází novější čtyřboká věž. Vnější omítka kostela je empírová s pásovou rustikou v omítce, půlkruhovými okny a pilastry na horním patru věže. Okna se segmentovými záklenky pocházejí z empírového období.
V lodi je plochý strop a v presbytáři křížová klenba se žebry, které jsou dvakrát vyžlabené. Klenba pochází z konce 15. století.

## Zařízení
K zařízení kostela patří pozdně barokní hlavní oltář ze 2. poloviny 18. století. Oltář je s pilastry, andílky a titulním obrazem, který je připisován Františku Xaveru Palkovi. Kazatelna je dřevěná, válcová s intarziemi a znakem s letopočtem 1756. Lavice pocházejí ze 17. století. V kostele dřevěný, polychromovaný, pozdně gotický je reliéf sv. Jiří na koni pocházející z období kolem roku 1500. Cínová křtitelnice je datována letopočtem 1599.

## Okolí kostela
Na hřbitov vede brána, která je pravděpodobně raně barokní.